# Gnetum arboreum
Gnetum arboreum — вид голонасінних рослин класу гнетоподібних.

## Поширення, екологія
Країни проживання: Філіппіни. Зростає в мохових гірських лісах на 900 м над рівнем моря.

## Загрози та охорона
Перетворення середовища проживання в результаті, головним чином, легальної та нелегальної вирубки і деградації є основними загрозами.